# Assedio di Ostenda
L'assedio di Ostenda fu un assedio nell'ambito della guerra degli ottant'anni che si protrasse per la durata di tre anni, distinguendosi come uno dei più lunghi nella storia mondiale. Esso viene anche sovente rammentato come una delle battaglie più sanguinose con il maggior numero di perdite di vite umane e che culminò con la vittoria pirrica degli spagnoli.

## L'assedio

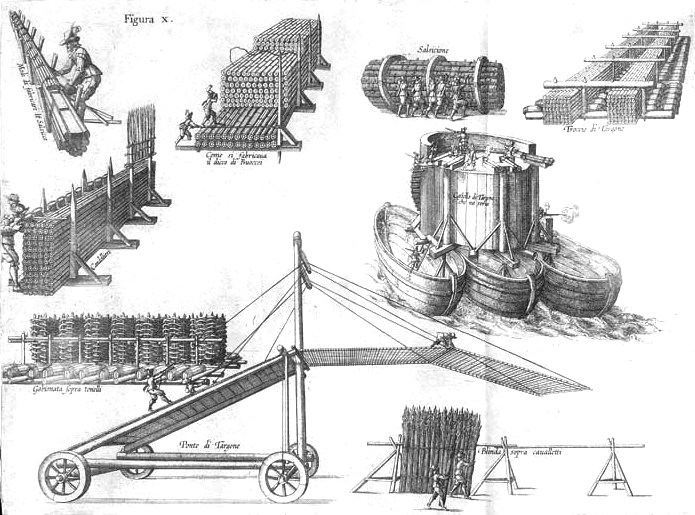
Le macchine progettate dagli ingegneri italiani Pompeo Targone e G. Gamaurini per l'assedio di Ostenda. Disegno di P. Giustiniano, Delle guerre di Fiandra libro VI, Anversa, 1609.

Quello che viene descritto come il "lungo carnevale della morte" ebbe inizio nel 1603 quando Ambrogio Spinola, generale al soldo degli spagnoli, assunse il comando delle truppe che la Spagna aveva dislocato negli allora Paesi Bassi spagnoli. Sotto la sua abile guida, gli spagnoli condussero molte campagne nel tentativo di convertire al cattolicesimo quelle città che tentavano di opporsi con le teorie riformate, cogliendo l'occasione per non pagare i tributi dovuti alla madrepatria.
Lo scontro fu veramente una guerra allo stremo delle forze, non certo per gli spagnoli i quali malgrado le perdite ebbero sempre facili rifornimenti dalla madrepatria, ma più che altro per gli abitanti di Ostenda i quali videro le loro campagne danneggiate dalle razzie delle truppe dominatrici. Ostenda, dal canto suo, riuscì a sopravvivere per ben tre anni grazie alla forte economia di cui godeva già in precedenza che le assicurò la ricchezza necessaria per sostenere i costi del protrarsi degli eventi bellici.
La devastazione finale che si presentò al termine dell'assedio, però, indusse gli abitanti di Ostenda a cercare dei negoziati con la Spagna, dando vita alla tregua dei dodici anni che assicurò all'area appunto dodici anni di pace per rimettersi essenzialmente da questa pesante sconfitta.